# Vereinigung für Bürgerrechte in Israel

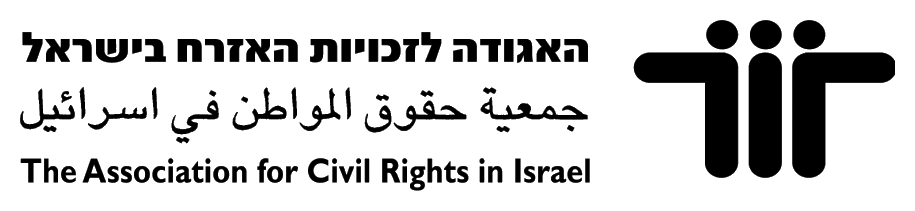
Logo der Vereinigung für Bürgerrechte in Israel

Die Vereinigung für Bürgerrechte in Israel (hebräisch האגודה לזכויות האזרח בישראל, englisch The Association for Civil Rights in Israel – ACRI) wurde als unabhängige und unparteiische Organisation zum Schutz von Menschen- und Bürgerrechten in Israel und den besetzten Gebieten gegründet.

## Geschichte
Der Grundstein wurde im Jahr 1972 von einer Gruppe von Akademikern der Hebräischen Universität Jerusalem gelegt, die eine Notwendigkeit in der Gründung einer unabhängigen außerparlamentarischen Organisation zum Schutz von Menschenrechten sah.
Die Prinzipien der Vereinigung haben ihre Grundlage in der Allgemeinen Erklärung der Menschenrechte der Vereinten Nationen aus dem Jahr 1948 und in den Grundsätzen der israelischen Unabhängigkeitserklärung.
Heute ist die Vereinigung die größte Menschenrechtsorganisation in Israel und die einzige in Israel, die das gesamte Spektrum von Menschenrechten behandelt, wie z. B. das Recht auf Leben, das Recht auf freie Meinungsäußerung etc.

## Programm, Mitglieder und Organisation
Die Vereinigung schützt Menschenrechte durch Mitarbeit bei Gesetzentwürfen, in welche sie ihre Prinzipien einfließen lässt; auf gerichtlichem Wege, durch Anhörungen in diversen Instanzen, am häufigsten aber vor dem israelischen Obersten Gerichtshof; weiters durch Bildungsmaßnahmen und durch Öffentlichkeitsarbeit, z. B. im Schreiben von Publikationen, im Durchführen von Schulungsprogrammen im Bildungssystem und für Israelische Sicherheitstreitkräfte.
Die Vereinigung setzt sich aus professionellen Mitgliedern und Freiwilligen zusammen. Unter ihnen sind zentrale Figuren aus den Bereichen Jura und Erziehung, der Presse und der akademischen Landschaft zu finden. Die Vereinigung ist zur Gänze unabhängig in all ihren Aktivitäten.
Ihre finanziellen Ressourcen bezieht sie aus Mitgliedsbeiträgen und Spendengeldern aus Israel und dem Rest der Welt. Sie erhält keine Gelder von politischen Parteien oder der Regierung.
Im Jahr 2000 erhielt die Vereinigung den jährlichen Preis der israelischen Rechtsanwaltskammer für ihren Beitrag zu Recht und Gesellschaft in Israel.
In den 2000er Jahren war der Schriftsteller Sami Michael Präsident der Vereinigung. Zu den früheren Präsidenten zählten die Professorin Ruth Gavison und die Richter des Oberen Gerichtshofes Schimon Agranat und Chaim Cohn.
Die Vereinigung verleiht jährlich den Emil-Grünzweig-Menschenrechtspreis an eine Einzelperson oder eine Nichtregierungsorganisation zur Anerkennung für einzigartige Beiträge zur Verbesserung der Menschenrechtslage in Israel. Der Preis wurde im Jahr 1981 ins Leben gerufen und 1983 nach Emil Grünzweig benannt, einem Aktivisten, der bei einer Friedenskundgebung gegen den Libanon-Krieg von einer von einem rechten Demonstranten geworfenen Handgranate getötet wurde.